# Vlag van Meise
De vlag van Meise werd door de gemeenteraad op 10 december 1981 officieel vastgesteld als de gemeentelijke vlag van de Vlaams-Brabantse gemeente Meise. Op 1 april 1985 werd hij door het Bestuur van Vlaanderen bevestigd en uiteindelijk gepubliceerd op 8 juli 1986 in het officiële Belgisch Staatsblad.
Officieel wordt de vlag beschreven als:
Drie even hoge banen van rood, van geel en van blauw met op het geel een zwarte rovende wolf met een wit lam in de muil.
De vlag is afgeleid aan het gemeentewapen; De kleuren van de vlag en een rovende wolf komt uit het gemeentewapen.

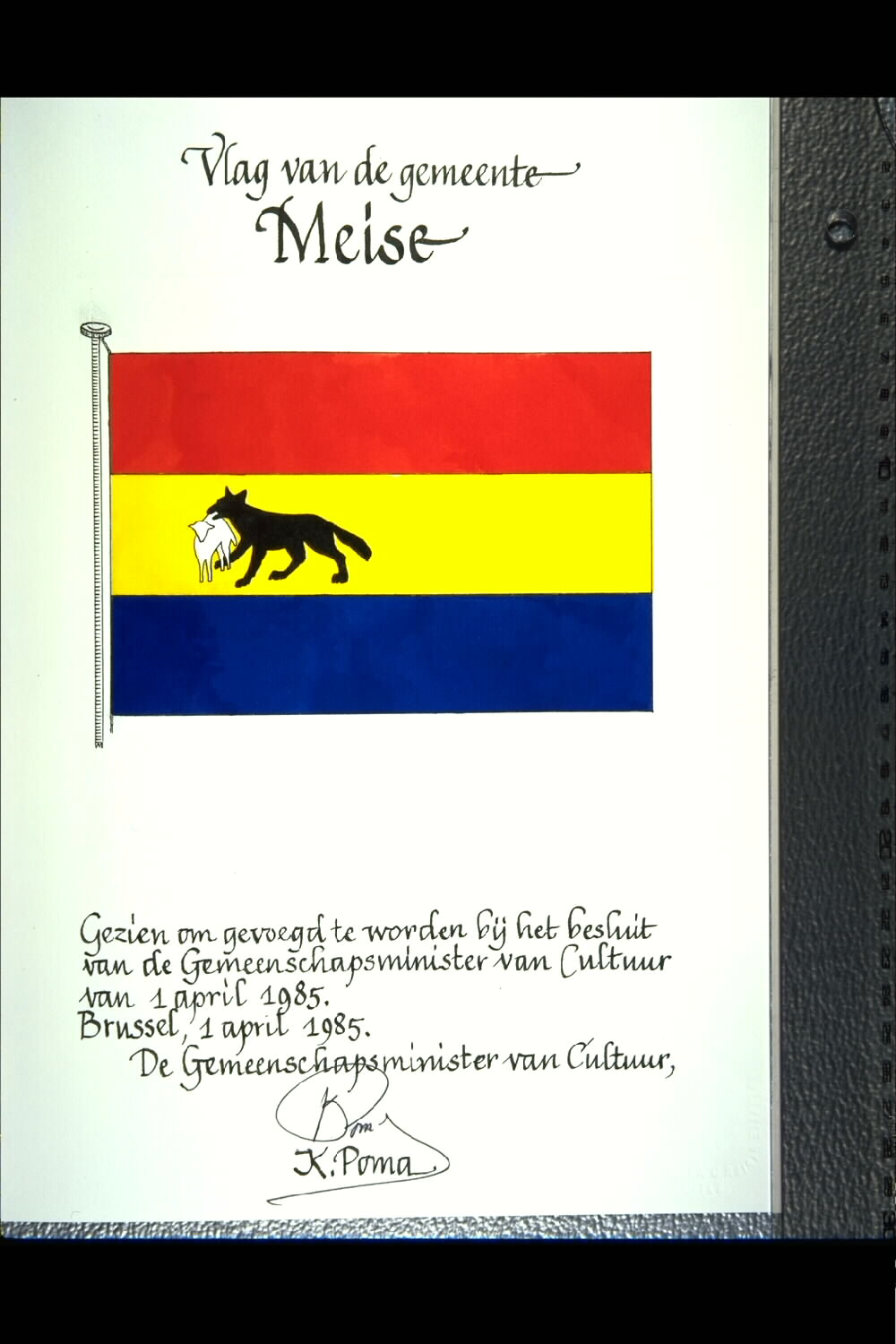
Ontwerp vlag getekend door Karel Poma